# Slag bij Jerez (1231)
De Slag bij Jerez was een veldslag in het jaar 1231 in de buurt van Jerez de la Frontera dat werd uitgevochten tussen de legers van het christelijke Castilië onder leiding van Álvaro Pérez de Castro en de islamitische Taifa van Murcia onder leiding van Ibn Hud. De strijd werd gewonnen door de christelijke troepen.